# Father of All Motherfuckers
Father of All Motherfuckers är ett studioalbum av den amerikanska musikgruppen Green Day, släppt den 7 februari 2020 på Reprise Records.

## Spår
1. Father of All...
2. Fire, Ready, Aim
3. Oh Yeah!
4. Meet Me on the Roof
5. I Was a Teenage Teenager
6. Stab You in the Heart
7. Sugar Youth
8. Junkies on a High
9. Take the Money and Crawl
10. Graffitia